# Parietaria praetermissa
Parietaria praetermissa är en nässelväxtart som beskrevs av Hinton. Parietaria praetermissa ingår i släktet väggörter, och familjen nässelväxter. Inga underarter finns listade i Catalogue of Life.